# Franciszek Karabuła
Franciszek Karabuła (ur. 8 czerwca 1886 w Toniach, zm. 4 kwietnia 1945 w Nowym Targu) – polski duchowny katolicki, doktor teologii, proboszcz parafii św. Katarzyny w Nowym Targu. Prezes Rady Głównej Opiekuńczej w Nowym Targu, członek ZWZ – AK.

## Życiorys
Urodził się w rodzinie Jana Łukasza Kantego Karabuły (ur. 18 października 1855, zm. 8 października 1938) i Marii z domu Bąbka (ur. 28 stycznia 1863, zm. 25 stycznia 1951). Ukończył C.K. IV Gimnazjum w Krakowie. Następnie rozpoczął studia w Wyższym Seminarium Duchownym w Krakowie. Święcenia kapłańskie otrzymał 29 czerwca 1913 r. z rąk ówczesnego biskupa krakowskiego Adama Stefana Sapiehy. Po przyjęciu święceń pełnił posługę w parafiach w Wiśniowej (1913–1915), Węglówce (od grudnia 1915, do października 1916 administrator parafii), Łodygowicach (1916–1921, w czasie posługi na tej parafii zajmował się parafialną czytelnią oraz był prezesem lokalnej Straży Ogniowej, 23 maja 1917 obronił doktorat z teologii na Uniwersytecie Jagiellońskim), św. Szczepana w Krakowie (1921–1924). Podczas pobytu w Krakowie włączył się w działalność wielu organizacji; działał w Arcybractwie Miłosierdzia, Komitecie Opieki Nad Ubogą Ludnością i Konferencji św. Wincentego a Paulo.
W 1924 przybył do Nowego Targu, gdzie pracował jako profesor gimnazjalny i prefekt bursy gimnazjalnej. Chętnie współpracował z młodzieżą i prowadził kółko teatralne, gdzie był reżyserem. 30 stycznia 1926, po śmierci Ks. Michała Wawrzynowskiego (ur. 1892, zm. 29 listopada 1925), został proboszczem parafii św. Katarzyny w Nowym Targu. Jako proboszcz aktywnie zaangażował się w reorganizację Bractwa Św. Anny i renowację zabytkowego kościoła Św. Anny. W 1930 poświęcił plac pod budowę planowanego od 1920 nowego kościoła parafialnego w Nowym Targu. 3 sierpnia 1930 poświęcił nowotarskie lotnisko, które było pierwszym turystycznym lotniskiem w Polsce. W 1931 roku rozpoczął budowę kamienicy przy ulicy św. Katarzyny 3, którą przeznaczył dla katechetów, wikariuszy, pracowników kościelnych i miejsce spotkań duszpasterskich. Był kapelanem Ochotniczej Straży Pożarnej w Nowym Targu oraz od 1934 wiceprezesem Zarządu Powiatowego Stronnictwa Narodowego. Kilkukrotnie wybierany do Rady Miasta.
W czasie II wojny światowej ukrywał na plebanii księży przybyłych z innych parafii, żołnierzy, którzy próbowali przejść przez granicę, partyzantów oraz osoby zagrożone aresztowaniem. Wydawał fałszywe metryki wskazujące na zatrudnienie młodych osób, które miały być wywiezione na roboty do III Rzeszy. 26 września 1939 został umieszczony na liście zakładników, których Niemcy zagrozili rozstrzelać w przypadku jakichkolwiek zamieszek w mieście. Od jesieni 1939 należał do organizatorów tajnego nauczania w Nowym Targu, w ramach których nauczał języka polskiego i łacińskiego. Należał również do organizatorów struktur Związku Walki Zbrojnej w Nowym Targu. Działał jako prezes Rady Głównej Opiekuńczej, wspomagał najbiedniejszych mieszkańców miasta. Został aresztowany i uwięziony za ukrywanie partyzantów i wysiedleńców. Wbrew decyzji Komitetu Kościelnego nie oddał władzom niemieckim nowotarskich dzwonów. Po zajęciu miasta przez żołnierzy radzieckich od stycznia do kwietnia 1945 r. pełnił funkcję Przewodniczącego Rady Miasta Nowego Targu. Zmarł 4 kwietnia 1945 na zawał serca. Pochowany został na nowotarskim cmentarzu (kwatera 35, grób 237). Po śmierci nazwany został „Ojcem ubogich w mieście Nowy Targ”.

## Upamiętnienie
Z inicjatywy rodziny została wykonana tablica poświęcona jego wojennym losom. Została zamontowana na jego grobie w dniu 76 rocznicy śmierci.
Decyzją prezesa Instytutu Pamięci Narodowej z dnia 13 kwietnia 2021 na wniosek prezesa koła Związku Kombatantów RP i Byłych Więźniów Politycznych w Nowym Targu, grób Franciszka Karabuły został wpisany do prowadzonej przez IPN ewidencji grobów weteranów walk o wolność i niepodległość Polski pod numerem ewidencyjnym 1636.
Postanowieniem Prezydenta RP z dnia 22 grudnia 2020 za wybitne zasługi dla niepodległości Rzeczypospolitej Polskiej, za działalność na rzecz osób potrzebujących pomocy i wsparcia pośmiertnie odznaczony został Krzyżem Kawalerskim Orderu Odrodzenia Polski. Odznaczenie zostało wręczone w ramach obchodów Narodowego Dnia Pamięci Duchownych Niezłomnych 19 października 2021 przez szefa Kancelarii Prezydenta RP Grażynę Ignaczak-Bandych

## Rodzina
Pochodził z rodziny o korzeniach tatarskich. Miał 6 braci i 3 siostry.
Ks. Wojciech Karabuła (ur. 17 stycznia 1893 w Toniach, zm. 21 października 1960 w Krzęcinie) – święcenia kapłańskie przyjął 11 czerwca 1916 r. w Krakowie, twórca i pierwszy proboszcz parafii w Borku Fałęckim w Krakowie, administrator parafii Narodzenia Najświętszej Maryi Panny Krzęcinie w latach 1948–1960. Kanonik E.C. i R.M. Patron jednej z krakowskich ulic. Pochowany na cmentarzu parafialnym w Krzęcinie.

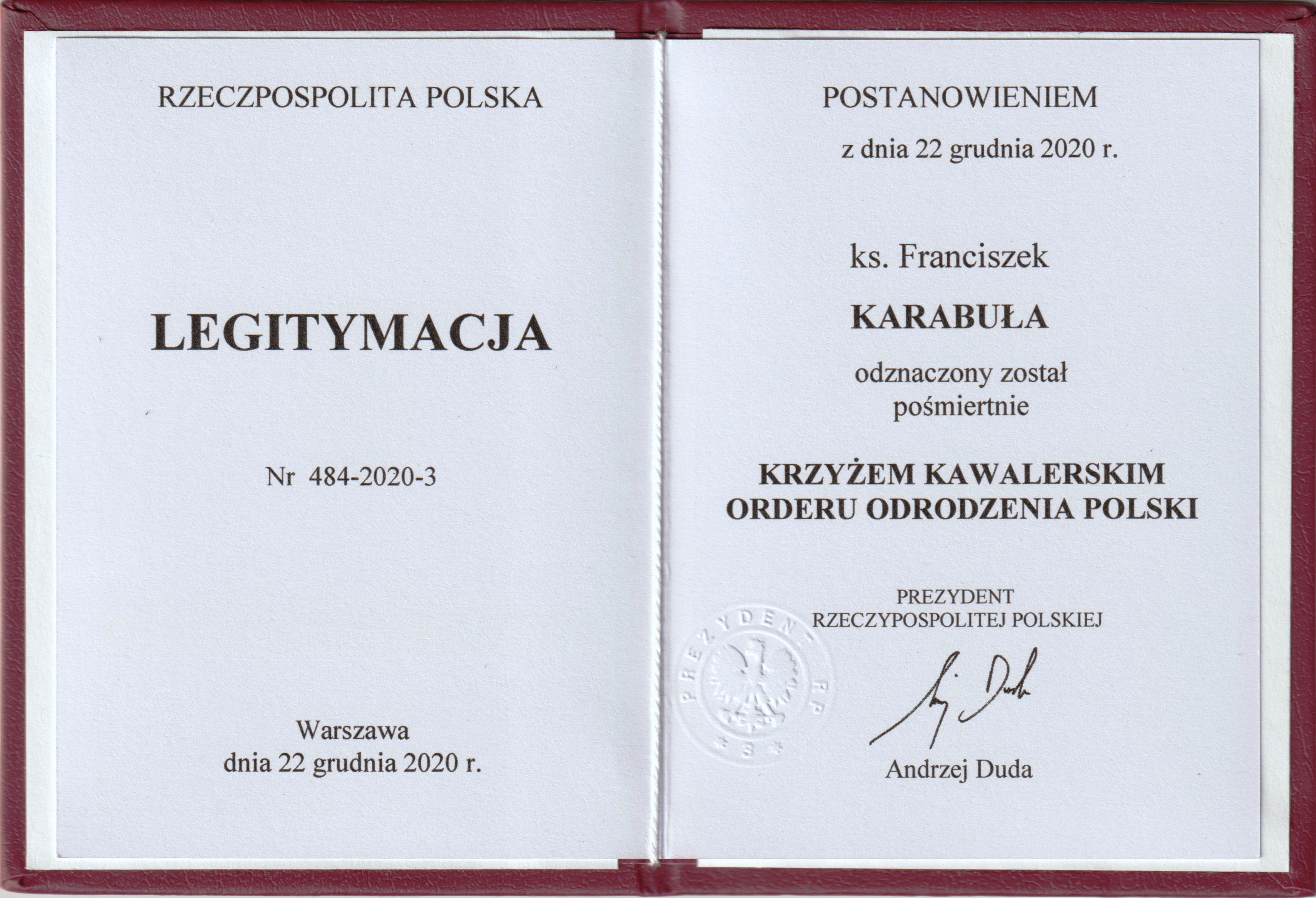
Legitymacja Krzyża Kawalerskiego Orderu Odrodzenia Polski

Por. Antoni Karabuła (ur. 2 kwietnia 1906 w Krakowie, zm. 20 czerwca 1984 tamże) – żołnierz Wojska Polskiego, uczestnik bitwy nad Bzurą, gdzie walczył jako dowódca 2 kompanii strzeleckiej I batalionu 69 Pułku Piechoty. W czasie walk został ranny 16 września w trakcie natarcia na Bronisławy. W listopadzie 1966 za całokształt walk w kampanii wrześniowej odznaczony został Krzyżem Walecznych. Pochowany na cmentarzu Rakowickim w Krakowie.

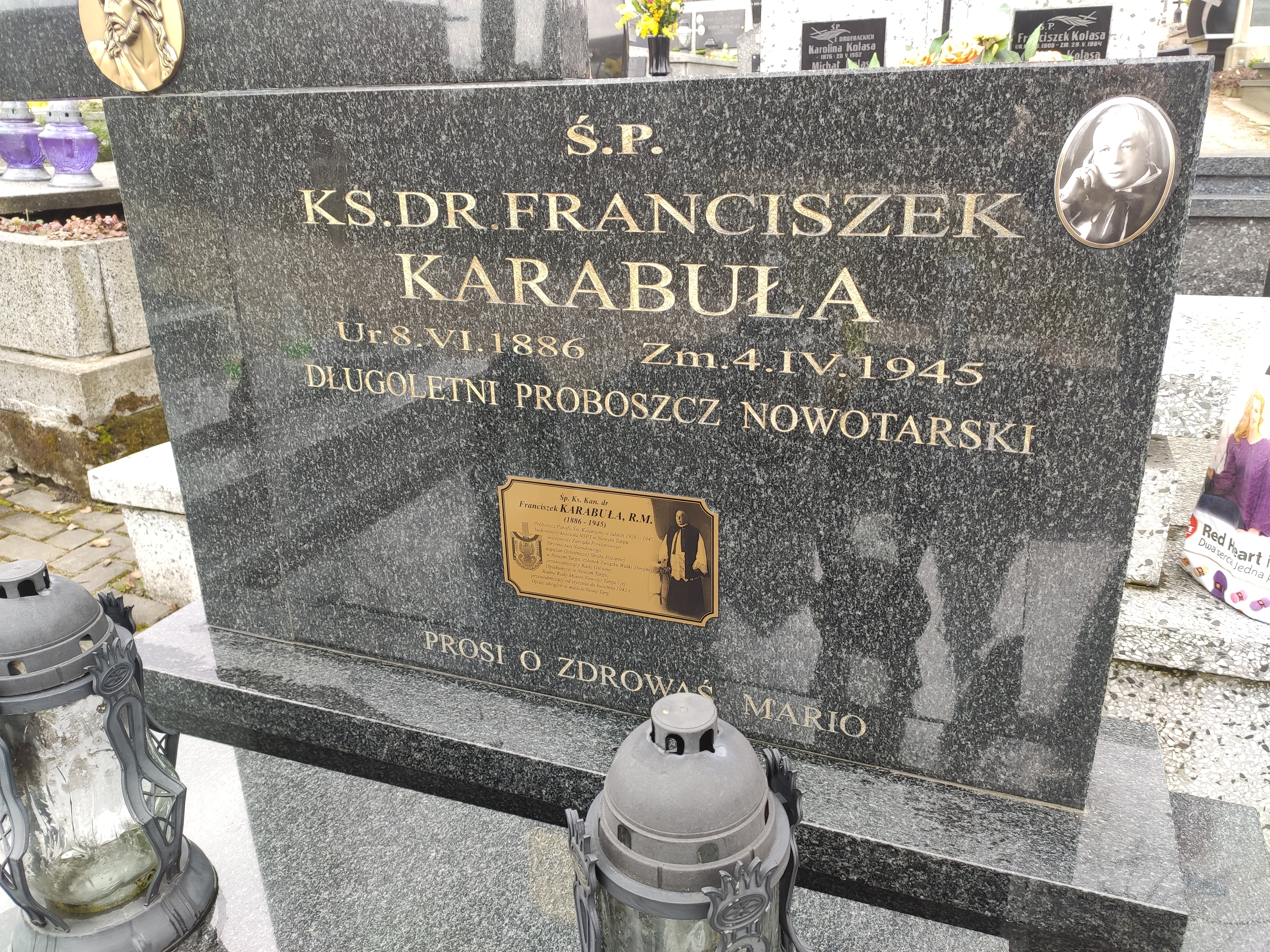
Grób Ks. Franciszka Karabuły

Stanisław Karabuła (ur. 23 lutego 1900, zm. 4 sierpnia 1989) – uczestnik bitwy pod Radzyminem w trakcie wojny polsko–bolszewickiej. Pochowany na cmentarzu w Zielonkach.